# Neobisium torrei
Espèce
Synonymes
- Obisium torrei Simon, 1881
- Obisium roeweri Beier, 1931
- Neobisium leonidae Beier, 1942

Neobisium torrei est une espèce de pseudoscorpions de la famille des Neobisiidae.

## Distribution
Cette espèce est endémique d'Italie. Elle se rencontre dans des grottes en Vénétie et en Frioul-Vénétie Julienne.

## Description
L'holotype mesure 4 mm.

## Systématique et taxinomie
Cette espèce a été décrite sous le protonyme Obisium torrei par Simon en 1881. Elle est placée dans le genre Neobisium par Beier en 1932.
Obisium roeweri a été placée en synonymie par Helversen et Martens en 1972.
Neobisium leonidae a été placée en synonymie par Gardini en 1991.

## Étymologie
Cette espèce est nommée en l'honneur de Charles de la Torre.

## Publication originale
- Simon, 1881 : Descriptions de deux nouvelles espèces d'Obisium anophthalmes du sous-genre Blothrus. Annali del Museo Civico di Storia Naturale di Genova, vol. 16, p. 299-302 (texte intégral).